# Allochernes microti
Allochernes microti är en spindeldjursart som beskrevs av Beier 1962. Allochernes microti ingår i släktet Allochernes och familjen blindklokrypare. Inga underarter finns listade i Catalogue of Life.